# Lambres
Lambres är en kommun i departementet Pas-de-Calais i regionen Hauts-de-France i norra Frankrike. Kommunen ligger i kantonen Norrent-Fontes som tillhör arrondissementet Béthune. År 2022 hade Lambres 1 066 invånare.

## Befolkningsutveckling
Antalet invånare i kommunen Lambres
| Referens: INSEE |